# Joseph Gauthier (maître de forges)
Pour les articles homonymes, voir Joseph Gauthier et Gauthier.
Joseph Gauthier (1787-1847) est un célèbre maître de forges franc-comtois.

## Biographie
Il fut surnommé le « Napoléon des forges » en raison de ses initiatives nombreuses. Il appartient à une lignée de maîtres de forges puis d'industriels franc-comtois au début du XIXe siècle (Montagney-Servigney, Châtillon-sur-Lison, Bart). Il est lié au courant fouriériste par sa sœur, Clarisse Gauthier, épouse de Pierre Vigoureux disciple de Charles Fourier et belle-mère de Victor Considérant, disciple également de Fourrier et son continuateur après le décès de celui-ci en 1837.
En 1820, Joseph rallume le haut fourneau de Montagney-Servigney, qui appartenait  au marquis de Grammont. Il amodie successivement vingt-cinq établissements francs-comtois, l’ampleur de son action lui vaudra son surnom. Il réside principalement à Beaumotte-Aubertans. En 1833, conseiller général du canton de Montbozon (Haute-Saône). Il finit ruiné en 1841.